# Bureaux de l'emploi et du développement économique
Les bureaux de l'emploi et du développement économique (finnois : Työ- ja elinkeinotoimisto, abrév. TE-toimisto) sont un réseau de 15 centres d'appui à la recherche d'emploi et au développement économique. 

## Présentation
L'agence qui organise le réseau est rattachée au Ministère des Affaires économiques et de l'Emploi en Finlande.
Les bureaux sont une des actions mises en œuvre dans le cadre des politiques actives du marché du travail.

## Centres
Les 15 centres sont dans les régions suivantes:
- Uusimaa
- Varsinais-Suomi
- Satakunta
- Häme
- Pirkanmaa
- Finlande du Sud-Est
- Etelä-Savo
- Pohjois-Savo
- Pohjois-Karjala
- Keski-Suomi
- Etelä-Pohjanmaa
- Pohjanmaa
- Pohjois-Pohjanmaa
- Kainuu
- Laponie